# Evesasi
Evesasi ist ein Ort in Äquatorialguinea im Süden der Provinz Litoral.

## Geographie
Der Ort liegt im Süden der Provinz an einer der größeren Straßen, die von Mbini nach Süden führt. Zusammen mit Oduma bildet er einen 'Vorort' von Bitica im Süden. In der Umgebung liegen die Siedlungen Abanda und Manguma.

## Klima
Nach dem Köppen-Geiger-System zeichnet sich Evesasi durch ein tropisches Klima mit der Kurzbezeichnung Am aus.